# Armadillidium oglasae
Armadillidium oglasae is een pissebed uit de familie Armadillidiidae. De wetenschappelijke naam van de soort is voor het eerst geldig gepubliceerd in 1978 door Ferrara & Taiti.